# لمن تقرع له الأجراس (فلم)
لمن تقرع له الأجراس (بالإنجليزية: For Whom the Bell Tolls) هو فيلم دراما تم إنتاجه في الولايات المتحدة وصدر في سنة 1943.

## طاقم التمثيل
- غاري كوبر
- إنغريد برغمان

## الميزانية والإيرادات
حقق أرباحا تقدر بـ 7.1 مليون دولار (est. / Canada rentals).

### ترشيحات وجوائز
| السنة | الحدث  | الفئة     | النتيجة |
| ----- | ------ | --------- | ------- |
|       | أوسكار | أفضل فيلم | ترشـيـح |

## وصلات خارجية
- مقالات تستعمل روابط فنية بلا صلة مع ويكي بيانات